# 墓东水库
墓东水库是中国江苏省镇江市句容市境内的一座水库，位于通济河上，建于1978年。水库正常库容为646万立方米，集雨面积为17平方千米，海拔为29.5米。